# Eva Ramminger
Eva Ramminger (* 1966) ist eine österreichische Bibliothekarin und seit 2016 Leiterin der Universitäts- und Landesbibliothek Tirol.

## Leben
Bereits ab 1985, während des Studiums der Kunstgeschichte an der Universität Innsbruck, welches Ramminger 1993 mit einer Diplomarbeit über die Rolle des Stundenbuches in der beginnenden Neuzeit beendete, arbeitete sie an der ULB Tirol. 1988 absolvierte sie dort die bibliothekarische Ausbildung. Bis 2003 war sie als Fachreferentin an der ULB Tirol schwerpunktmäßig für das Alte Buch zuständig. Danach wechselte sie an die Bibliothek der ETH Zürich um die Leitung der Kundendienste zu übernehmen.
Im Jahr 2010 übernahm Ramminger die Leitung der Universitätsbibliothek der Technischen Universität Wien. Mit Februar 2016 wurde sie Leiterin der Universitäts- und Landesbibliothek Tirol.
In der Vereinigung Österreichischer Bibliothekarinnen und Bibliothekare ist Ramminger seit 2011 in unterschiedlichen Funktionen im Präsidium tätig. Unter anderem war sie in den Zeiträumen 2013–2017 und 2019–2023 als Vizepräsidentin tätig. 2024 übernahm sie in Nachfolge von Maria Seissl die Funktion der Präsidentin der VÖB.

## Publikationen
- Die Rolle des Stundenbuches in der Entwicklung des Zeitbewußtseins des Menschen der beginnenden Neuzeit: dargestellt anhand des französischen Stundenbuches Cod. 281 der Universitätsbibliothek Innsbruck. Diplomarbeit Univ. Innsbruck. 1992 (Bibliographischer Nachweis).

Als Herausgeberin
- Gemeinsam mit Walter Neuhauser / Sieglinde Sepp (Hrsg.): Vom Codex zum Computer. 250 Jahre Universitätsbibliothek Innsbruck. Innsbruck 1995.
- Im Schatten der Eule: die Universitätsbibliothek der Technischen Universität Wien. In: Sabine Seidler (Hrsg.): Technik für Menschen: 200 Jahre Technische Universität Wien. Band 12, Wien 2016, ISBN 978-3-205-20115-1.